# Питанов, Владимир Викторович
Влади́мир Ви́кторович Пита́нов (5 февраля 1946, Балаково, Саратовская область, РСФСР — 31 декабря 2016.) — советский и российский детский и юношеский волейбольный тренер, создавший обнинскую волейбольную школу. Заслуженный тренер СССР, Заслуженный тренер России.
Почётный гражданин города Обнинска (2008).

## Биография
С 1971 г. являлся тренером-преподавателем, с 1976 г. — старшим тренером-преподавателем отделения волейбола ДЮСШ ГОРОНО г. Обнинск Калужской области. В 1989—2009 гг. — директор СДЮСШОР № 1 (впоследствии — СДЮСШОР по волейболу имени Александра Савина).

## Известные ученики
- Александр Савин
- Ярослав Антонов
- Олег Антонов
- Георгий Ряжнов
- Сергей Анатольевич Цветнов

## Награды и звания
- Заслуженный тренер СССР (1989)
- Заслуженный тренер России (1979) [7]
- Почётный гражданин города Обнинска (2008)

### Интервью
- Собачкин Алексей. Выше головы: Интервью с Владимиром Питановым (недоступная ссылка — история) // НГ-регион. — 15 мая 2009 года.

### Статьи
- Бессменный директор волейбольной школы подал в отставку! // Неделя Обнинска. — 30 мая 2009 года.
- Город отечественной науки готовит лучшие спортивные кадры // Калужская служба новостей. — 28 ноября 2004 года.
- Еремеев Евгений. Звёзды и курьёзы // Фонд развития физической культуры и спорта олимпийского чемпиона Александра Савина. Архивировано 27 марта 2014 года.
- Легендарный спортсмен, чемпион мира и Олимпийских игр по волейболу, воспитанник Обнинской детско-юношеской спортивной школы олимпийского резерва Александр Савин берет под опеку юных обнинских волейболистов // Пресс-служба администрации города Обнинска. — 14 июля 2004 года.
- Зюзин Сергей. Георгий Ряжнов: За рубежом говорил на фарси, английском и немного по-испански // Новости алтайского спорта. — 5 ноября 2002 года.
- Чепель Наталия. Созвездие чемпионов (недоступная ссылка — история) // Обнинский вестник. — 11 марта 2009 года.
- Савин Александр Борисович // Biograph.ru. Архивировано из оригинала 7 января 2007 года.
- Сильная игра // Час пик. — 2012 (май). — № 13 (588).
- Цирлин Евгений. Александр Савин: «Почему я ушёл из сборной» // Смена. — 1987 (ноябрь). — № 1452.